# تورينغن
تورينغن (بالألمانية: Thüringen) أو ولاية تورنغن المستقلة (بالألمانية: Freistaat Thüringen) هي إحدى ولايات ألمانيا الست عشرة. كانت قبل إعادة توحيد ألمانيا عام 1990 إحدى ولايات جمهورية ألمانيا الديمقراطية.

## الجغرافيا
تورينغن تقع في الوسط الجغرافي لألمانيا وتتألف من حوض تورنغن وغابة تورينغن، تمتد الولاية من جهة الغرب حتى نهر فيرا Werra من جهة الجنوب الشرقي حتى نهر إلستر الأبيض Weiße Elster مرورا بنهر زالة Saale. وفي جنوبها الشرقي تقع سلسلة جبال الرون Rhön وتحدها من الجنوب الغابة الفرانكونية Frankenwald، لها حدود مع خمس ولايات ألمانية أخرى: بافاريا Bayern، ساكسونيا Sachsen، ساكسن أنهالت Sachsen-Anhalt، ساكسونيا السفلى Niedersachsen وهسن Hessen.

## التقسيم السياسي وأهم المدن
إرفورت Erfurt هي عاصمة تورينغن وأكبر مدنها حيث يبلغ عدد سكانها 196.500 نسمة. الولاية مقسمة إلى 17 دائرة قروية و 6 دوائر مدنية. غيرا Gera، يينا Jena وفايمار Weimar هي أهم المدن بعد العاصمة.

## الاقتصاد والبنية التحتية
تملك تورينغن مساحات زراعية شاسعة. تعاني الولاية كباقي مثيلاتها بشرق ألمانيا من نسبة بطالة عالية ومن هروب الأيدي العاملة الشابة.
تقوم الحكومة الألمانية منذ إعادة توحيد ألمانيا بالاستثمار في اقتصاد الولاية وخاصة في تنمية البنية التحتية.

## التعليم والثقافة
تقع قلعة فارتبورغ Wartburg قرب مدينة آيزيناخ Eisenach، وهي مكان إقامة مارتن لوثر خلال الفترة التي ترجم فيها الإنجيل إلى الألمانية عام 1522.
مدينة فايمار كانت مركز النشاط الفكري الألماني والأوروبي في نهاية القرن الثامن عشر التي عاش فيها الشاعر الألماني الشهير غوته Goethe وفريدريش شيلر Friedrich Schiller.

## مواقع إلكترونية
موقع تورنغن الرسمي: 

## أعلام
- فيليبالد الكسيس
- ماتيلد من هسن
- يوهان كاسبار فون ستاديون
- ويلي ريشكه

## اقرأ أيضا
- فارتبورغ